# Baseball and Bloomers
Pour plus de détails, voir Fiche technique et Distribution.
Baseball and Bloomers est un film américain muet en noir et blanc de réalisateur inconnu, sorti en 1911, avec William Garwood et Marguerite Snow, dont c'est la première apparition à l'écran.

## Source de la traduction
- (en) Cet article est partiellement ou en totalité issu de l’article de Wikipédia en anglais intitulé « Baseball and Bloomers » (voir la liste des auteurs).